# Entelecara errata
Entelecara errata là một loài nhện trong họ Linyphiidae.
Loài này thuộc chi Entelecara. Entelecara errata được Octavius Pickard-Cambridge miêu tả năm 1913.